# Gorica pri Oplotnici
Gorica pri Oplotnici – wieś w Słowenii, w gminie Oplotnica. W 2018 roku liczyła 237 mieszkańców.